# Freddy Feytons
Freddy Feytons (Hasselt, 14 april 1945 - Hoepertingen, 7 januari 2002) was een Belgisch politicus voor de PVV en vervolgens de VLD.

## Levensloop
Feytons werd beroepshalve postbode. Ook was hij de voorzitter van de voetbalclub KHIH Hoepertingen.
In 1977 werd hij voor de PVV verkozen tot gemeenteraadslid van Borgloon, waar hij van 1983 tot 1994 schepen van Openbare Werken was. In 1995 was hij voor korte tijd burgemeester van de gemeente. Van 1978 tot 1995 was hij eveneens provincieraadslid van de provincie Limburg.
Bij de eerste rechtstreekse verkiezingen voor het Vlaams Parlement van 21 mei 1995 werd hij verkozen in de kiesarrondissement Hasselt-Tongeren-Maaseik. Ook na de volgende Vlaamse verkiezingen van 13 juni 1999 bleef hij Vlaams Parlementslid tot aan zijn onverwachte overlijden in januari 2002. Hij hield er zich voornamelijk bezig met Openbare Werken en Sport. Zijn opvolger in het Vlaams Parlement werd Guy Sols.
Zijn uitvaartplechtigheid vond plaats in de Sint-Vedastuskerk te Hoepertingen.